# Izvorul femeilor
Izvorul femeilor (franceză La source des femmes) este o comedie franțuzească în regia lui Radu Mihăileanu cu Leïla Bekhti și Hafsia Herzi în rolurile principale.

## Distribuție

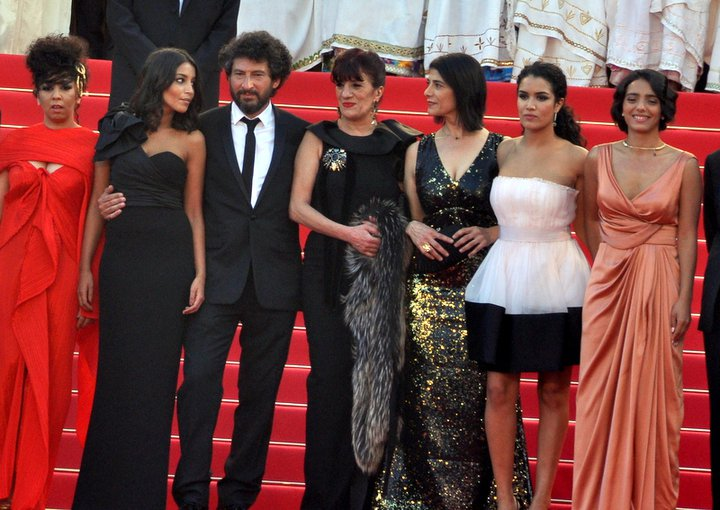
La premiera de la Cannes, 2011, în centru, de la stânga la dreapta: Leïla Bekhti, Radu Mihăileanu, Biyouna, Hiam Abbass, Sabrina Ouazani

- Leïla Bekhti - Leila
- Hafsia Herzi - Loubna / Esmeralda
- Biyouna
- Sabrina Ouazani - Rachida
- Saleh Bakri - Sami
- Hiam Abbass - Fatima
- Mohamed Majd - Hussein
- Amal Atrach - Hasna
- Malek Akhmiss - Soufiane
- Karim Leklou - Karim
- Zinedine Soualem
- Saad Tsouli - Mohamed

## Recepție
Filmul a debutat la Festivalul Internațional de Film de la Cannes pe 20 mai 2011, unde Radu Mihăileanu a fost nominalizat la Palme d'Or. Filmul a obținut un scor de 6.7 pe IMDb și alte două nominalizări la premiile César la categoriile Cea mai bună actriță pentru Leïla Bekhti și Cele mai bune costume pentru Viorica Petrovici.
În România, acesta deține un scor de 6,7 pe Cinemagia. Criticul Adevărul Doinel Tronaru a comentat asupra lipsei de originalitate „niciuna din sugestiile pe care regizorul și le oferă nefiind exploatată.[...] Întotdeauna, nu e nimic mai mult decât ce se vede pe ecran. Adică, o serie de clișee despre Orientul Apropiat și Mijlociu, cu femei care cântă un fel de hip-hop arăbesc, îmbrăcate în costume gen Fondul Plastic.”